# Felicia Pochhammer
Felicia Pochhammer (* 4. September 1980 in London) ist eine deutsche Journalistin und Nachrichtenmoderatorin.

## Leben und Karriere
Felicia Pochhammer wuchs in London, Sankt Augustin und Berlin auf. Nach dem Abitur studierte sie zunächst an der Freien Universität Berlin Rechtswissenschaften. Während des Studiums sammelte Pochhammer erste Erfahrungen im Medienbereich durch Praktika. Unter anderem beim TV Sender N24 und bei der Bild am Sonntag.
2007 schloss sie erfolgreich ein Fernstudium im Fach European Studies an der Open University im englischen Milton Keynes ab. In dieser Zeit arbeitete Pochhammer bereits als freie Journalistin und redigierte u.A in Bärbel Schäfers Talkshow Talk ohne Show. 
2008 begann sie ihr Volontariat bei der ProSiebenSat.1 Media AG. 2010 wurde sie als Redakteurin in der N24-Nachrichtenredaktion übernommen. Zum festen Moderatoren-Team von N24 und WELT TV zählte sie von Juni 2011 bis Juni 2021.
Im Juli 2021 wechselte Pochhammer – als Moderatorin und CVD – zum damals frisch gegründeten Sender BILD-TV.
2022 bis 2023 war sie Moderatorin der des Vorabend Magazins Guten Abend Deutschland. Dieses wurde von der WeltN24 Gmbh produziert. Ausgestrahlt wurde GAD beim Sender Servus TV Deutschland. 
Seit Dezember 2023 ist Felicia Pochhammer wieder feste Moderatorin und Redakteurin der Welt-TV Nachrichten.
Pochhammer trat in Til Schweigers Film Schutzengel (2012) als Nachrichtensprecherin auf.
Pochhammer lebt in Berlin und ist geschieden.